# Jyrki Katainen
Jyrki Katainen (født 14. oktober 1971 i Siilinjärvi, Finland) er en finsk politiker, der var Finlands statsminister fra 2011 til 2014 og formand for partiet Samlingspartiet.
Katainen dannede regering i juni 2011 bestående af 6 partier.
Som Finlands finansminister var han velanset, og Financial Times kårede ham flere år i træk til den bedste finansminister blandt 19 EU-lande.
Ved det finske Riksdagsvalg i 2014 gik Katainens parti tilbage i lighed med to andre store partier, mens Sannfinländarna fik flest stemmer.
Med Katainens 24.000 personlige stemmer blev han slået både af Sannfinländarnas formand Timo Soini, der fik over 43.000 personlige stemmer, og af den finske udenrigsminister fra hans eget parti Alexander Stubb med lige godt 42.000 stemmer.
Det lykkedes ham dog at etablere en flerpartiregering med ham selv i spidsen.
Som statsminister var Katainens positiv indstillet overfor EU.
Han ønskede en dybere og fair europæisk integration.
I 2012 holdt han dog Finland ude fra den gruppe EU-lande der ønskede en Tobin-skat,
og i 2011 havde han krævet pant i Grækenland for at lade Finland deltage i en græsk redningspakke i forbindelse med Finanskrisen.
Mens Katainen var statsminister afsløredes i 2013 en omfattende spionage rettet mod hans udenrigsministerium; en situation som han betegnede som yderst alvorlig.
I april 2014 meddelte Katainen at han ville træde tilbage som partiformand og statsminister i juni.
Han begrundede det med at hans parti behøvede nye idéer efter hans ti år som partiformand.
Partiet ville dermed kunne få kørt en anden leder i stilling til det finske riksdagsvalg i 2015, som Katainen ikke agtede at stille op til.
Han ville heller ikke stille op til Europa-Parlamentet, men var interesseret i en international post, så som EU-kommissær, og det gættedes også på at han havde blikket rettet mod posten som EU-kommisionsformand.
I juli 2014 blev han valgt af Europa-Parlamentet som EU-kommissær.

## Baggrund
Han er gift med Mervi Katainen, som han har 2 børn sammen med. Udover sit modersmål finsk, taler han også flydende engelsk og svensk.